# Гариње
Гариње је насеље у Србији у општини Владичин Хан у Пчињском округу. Према попису из 2022. било је 366 становника (према попису из 2011. било је 483 становника).

## Положај и тип
Село лежи у средишном делу Грделичке Клисуре, десно од Јужне Мораве. Околна насеља су: Копитарце са југа, Љутеж са истока, Сушевје са севера и Мртвица са запада. Становници водом се снабдевају из неколико бунара и са мањих извора. Извори су: Маркова Бара, Густа Бука, Топило, Два Кладенца, Орашје, Млаке, Студена Вода, Луг.
Називи потеза су: Аниште, Луr, Катрађевице, Мала Орница Лозан, Радичков Рид, Орашје, Оскоруша, Селиште, Равниште, Гушћева Падина, Граовиште, Језеро, Колибиште, Горњи Градац, Маркова Бара, Вучиће, Дедине Копатине, Мали Градац, Средобрдина.
Гариње је разбијеног типа. Има девет махала, које се зову: Доња, Горња, Радово Гариње, Густа Бука, Граовиште, Млаке, Лозан, Орашје и Топило. Све куће једног рода нису у истој махали. Укупно има 85 домова (1958. г.).

## Старине н прошлост
У Гарињу и око њега постоје карактеристични називи и старине. Они указују да је овде било становника још у раније доба.
Мали Градац је узвишење на страни атара према суседном Сушевљу. Неки сељаци говоре, да су тамо „живели Латини". На поменутом узвишењу сада се познају слаби остаци од зидова. На овом узвишењу мноrо су копали поједини овчари. Они су налазили по неку старинску пару и гвоздене делове оружја.
Поред Малог Градаца је долина једног потока. Зове се Царичина. Како се објашњава у народу, име је постало по некој „римској царици" која је живела на Малом Градацу. Недалеко од Царичине постоје је топографски називи: Горњи Градац, Горња Раван и Доња Раван. На Горњем Градацу нема остатака од старина. Постоји и место Латинско Корито.
У средини Гариња, крај махале Топило, је потес Селиште. Становници говоре: „Када оремо тамо налазимо зидине од кућа, црепуље, жрвњеве, разне старе бакарне новчиће и друго". По њиховом мишљењу ту је лежало неко насеље старије од данашњег Гариња.
Данашње Гариње је релативно младо село. Како се прича у народу, њега су основала у првој половини ХIX века четири досељена домаћинства: два домаћинства била су досељена из суседног Репишта (лево од Ј. Мораве), а остала била су досељена из околинe Гњилана. Од досељеника из Репишта потичу данашњи родови Деда Маркови и Милошевци. Од досењеника из околине Гњилана потичу данашњи родови Деда Ивановци и Деда Јанковци.
Сеоска слава је Ђурђевдан. Гариње има посебно гробље. Налази се на страни атара према суседном селу Џепу (место Радункина Падина). Од „насипа" (друма) удаљено је око 1 км. У почетку становници Гариња и Копитарца имали су заједничко гpoбље на месту Шуљчева Њива. Сада тамо гробова нема. Сеоски крст је на месту Равниште.
Место Маркова Бара лежи на страни атара према суседном Љутежу. Прича се, да се тамо налази један „одличан извар". У источном делу села је место Језеро. То је мала бара. Говори се, да је ту Краљевић Марко ударио топузином и тако „направио бару".
Потеси Аниште и Лyr налазе се поред Ј. Мораве недалеко од суседног Џeпa. Испод Гариња, крај друма и железничке пруге раније је било неколико циганских гробова. 3аостали су од Цигана који су радили као ковачи.
Постанак имена села Гариња у народу се објашњава на следећи начин. Досељеници, који су дошли из Репишта и околине Гњилана, на атару данашњег насеља најпре су направили „гарине (крчевине). Код тих гарина они су основали село.

## Демографија
У насељу Гариње живи 440 пунолетних становника, а просечна старост становништва износи 38,0 година (36,1 код мушкараца и 39,8 код жена). У насељу има 165 домаћинстава, а просечан број чланова по домаћинству је 3,36.
Ово насеље је у потпуности насељено Србима (према попису из 2002. године), а у последња три пописа, примећен је пораст у броју становника.
|  |

| Демографија | Демографија | Демографија |
| Година      | Становника  | Становника  |
| ----------- | ----------- | ----------- |
| 1948.       | 436         |             |
| 1953.       | 449         |             |
| 1961.       | 657         |             |
| 1971.       | 550         |             |
| 1981.       | 520         |             |
| 1991.       | 531         | 530         |
| 2002.       | 554         | 560         |
| 2011.       | 483         |             |
| 2022.       | 366         |             |

| Етнички састав према попису из 2002.‍ | Етнички састав према попису из 2002.‍ | Етнички састав према попису из 2002.‍ | Етнички састав према попису из 2002.‍ | Етнички састав према попису из 2002.‍ |
| ------------------------------------ | ------------------------------------ | ------------------------------------ | ------------------------------------ | ------------------------------------ |
|                                      |                                      |                                      |                                      |                                      |
| Срби                                 | Срби                                 |                                      | 554                                  | 100,0%                               |
| непознато                            | непознато                            |                                      | 0                                    | 0,0%                                 |

| Година пописа     | 1948. | 1953. | 1961. | 1971. | 1981. | 1991. | 2002. |
| ----------------- | ----- | ----- | ----- | ----- | ----- | ----- | ----- |
| Број домаћинстава | 79    | 86    | 227   | 123   | 130   | 153   | 165   |

| Број чланова      | 1  | 2  | 3  | 4  | 5  | 6  | 7 | 8 | 9 | 10 и више | Просек |
| ----------------- | -- | -- | -- | -- | -- | -- | - | - | - | --------- | ------ |
| Број домаћинстава | 20 | 41 | 27 | 40 | 18 | 14 | 3 | 2 | 0 | 0         | 3,36   |

| Пол    | Укупно | Неожењен/Неудата | Ожењен/Удата | Удовац/Удовица | Разведен/Разведена | Непознато |
| ------ | ------ | ---------------- | ------------ | -------------- | ------------------ | --------- |
| Мушки  | 230    | 69               | 146          | 11             | 4                  | 0         |
| Женски | 231    | 41               | 149          | 34             | 5                  | 2         |
| УКУПНО | 461    | 110              | 295          | 45             | 9                  | 2         |

| Пол    | Укупно                    | Пољопривреда, лов и шумарство | Рибарство                            | Вађење руде и камена | Прерађивачка индустрија       |
| ------ | ------------------------- | ----------------------------- | ------------------------------------ | -------------------- | ----------------------------- |
| Мушки  | 93                        | 2                             | 0                                    | 0                    | 17                            |
| Женски | 28                        | 1                             | 0                                    | 0                    | 10                            |
| УКУПНО | 121                       | 3                             | 0                                    | 0                    | 27                            |
| Пол    | Производња и снабдевање   | Грађевинарство                | Трговина                             | Хотели и ресторани   | Саобраћај, складиштење и везе |
| Мушки  | 3                         | 27                            | 7                                    | 7                    | 11                            |
| Женски | 0                         | 0                             | 6                                    | 2                    | 2                             |
| УКУПНО | 3                         | 27                            | 13                                   | 9                    | 13                            |
| Пол    | Финансијско посредовање   | Некретнине                    | Државна управа и одбрана             | Образовање           | Здравствени и социјални рад   |
| Мушки  | 0                         | 0                             | 5                                    | 2                    | 0                             |
| Женски | 0                         | 0                             | 1                                    | 2                    | 3                             |
| УКУПНО | 0                         | 0                             | 6                                    | 4                    | 3                             |
| Пол    | Остале услужне активности | Приватна домаћинства          | Екстериторијалне организације и тела | Непознато            | Непознато                     |
| Мушки  | 0                         | 0                             | 0                                    | 12                   | 12                            |
| Женски | 0                         | 0                             | 0                                    | 1                    | 1                             |
| УКУПНО | 0                         | 0                             | 0                                    | 13                   | 13                            |